# 住吉川 (大分県)
住吉川（すみよしがわ）は、大分県大分市の中心を流れる二級水系住吉川水系の本流である。毘沙門川（びしゃもんがわ）とも呼ばれる。

## 地理
大分市西部の金谷迫に源流を発し、大分自動車道に沿って東流して大分ICに至り、椎迫付近で北東に流れを変える。下流域では市街地の西部を通って、大分川のやや西側で別府湾の住吉泊地に流れ込む。

## 流域の自治体
大分県
大分市

## 自然・環境
市街地を流れる中下流域では都市下水路化が進んでいるため、大分市では1988年（昭和63年）10月に住吉川浄化推進協議会を発足するなどし、住吉川の浄化対策に取り組んでおり、公共下水道の整備や浄化槽設置の推進などが行われている。
また、1995年度（平成7年度）からは上流の椎迫地区でホタルの幼虫や餌となるカワニナを放流しており、1997年（平成9年）6月にはホタル10数匹の飛翔が確認されている。

## 歴史
慶長13年（1608年）に、住吉川の河口に京泊（きょうどまり）という港が築かれ、参勤交代の御座船が発着した。
享和3年（1803年）に完成した『豊後国志』の附図には、大分川が河口付近で現在よりも西向きに流れ、府内城の北側で住吉川と合流してから別府湾に注ぐ様子が描かれている。

## 並行する交通

### 道路
- 大分自動車道
- 大分県道21号大分臼杵線